# 被遺忘的六日戰爭
《被遺忘的六日戰爭：1899年新界鄉民與英軍之戰》（英語：The Six-Day War of 1899: Hong Kong in the Age of Imperialism），簡稱《被遺忘的六日戰爭》，是歷史學家夏思義撰寫的歷史著作，於2008年4月經香港大學出版社出版。中譯本於2014年4月經中華書局出版，由林立偉翻譯。

## 背景
夏思義於1972年開始任職香港政務官，之後大部分時間都在新界活動，並曾任皇家亞洲學會香港分會的會長。他在1980年代中期搜集有關沙頭角的史料時，獲許舒協助，讓他留意到有關新界六日戰的史料，但沒有繼續研究之。2005年，許舒建議他研究一下該些史料。最終他決定以此為基礎，花18個月的時間寫成《被遺忘的六日戰爭》:xi-xii。

## 內容
作者夏思義在《被遺忘的六日戰爭》中刻畫了新界六日戰的經過及結果，並帶出當時英帝國主義和軍事理論跟戰爭的關係。他認為新界六日戰的主要爆發原因在於新界居民擔心土地使用權及傳統風俗受影響。
他寫道大英帝國的殖民者把英國統治視為對殖民地的文明開化。在這一認知底下，他們會認為任何形式的反抗都是受人「誤導」或「發瘋」。並按自身對反抗的性質判斷來決定處理方式——對於民間騷亂會選擇「安撫」，對於叛乱則會「鎮壓」。而這一定性會因英國官員的主觀看法而出現差異，例如新界六日戰中港督卜力和輔政司駱克便就反抗是騷亂還是叛亂出現了分歧。最終後者在卜力不知情的情況下選擇「鎮壓」。卜力為免倫敦責難，決定瞞報死傷人數。
夏思義除綜合各方資料，估計約500名鄉民在戰爭中被殺外，還檢視了英軍的戰法是否符合當時的軍事理論。結果認為其是「反面教材」，指出當時他們補給不足、情報工作欠佳、沒有翻譯官跟同以便與新界居民溝通。而英軍的勝利可歸因於隊長伯傑的指揮及他們的作戰經驗。最後提及英國殖民地政府的善後工作，嘗試與新界居民打好關係，令他們不再有動機反抗。

## 評價
評論者普遍讚揚《被遺忘的六日戰爭》對新界六日戰有著仔細或深入的刻畫。華德斯在《皇家亞洲學會香港分會會刊》上讚揚作者在書籍中撰寫的內容「得到註腳及附錄充分支持」，並指出它們很多時候難以搜集。《明報》的小思同樣認為作者花了不少心機在搜集資料上，並希望香港的執政者能閱讀該本著作，從中領悟如何在管治上服人。香港大學的罗曼丽更在《国际历史评论》上對作者於著作中加入的插圖表示好評，她還稱讚整體質量在同類著作中屬於頂級。
不過部分評論認為本著作有一些不足。中山大學歷史系的藺志強雖然同樣認為著作寫得「仔細」，但不讚同作者在提及戰爭背景時的一些分析，如其認為英方的殖民地官員是否只受英帝國主義影響而作出某些決定「尚有可議之處」。而且他認為著作中的內容「普通村民對英人的入據漠不關心，在士紳煽動下才起而行動」屬於「不合常理」及證據不充分。《南華早報》的愛德華·彼得斯（Edward Peters）批評作者在描述戰爭過程時的文筆。